# Tarana Burke
Tarana Burke (ur. 12 września 1973 na Bronksie w Nowym Jorku) – amerykańska aktywistka i działaczka na rzecz praw człowieka oraz praw obywatelskich. Założycielka i propagatorka ruchu Me Too. W 2017 roku otrzymała nagrodę Człowieka Roku tygodnika „Time”. Zajmuje kierownicze stanowisko w organizacji Girls for Gender Equity.

## Życiorys
Burke urodziła się i dorastała na Bronksie. Wychowała się w biednej rodzinie. Trzykrotnie była ofiarą molestowania seksualnego, zarówno jako dziecko, jak i nastolatka. Jej matka wspierała ją i zachęcała do zaangażowania się w życie społeczności. Burke przyznała, że te doświadczenia zainspirowały ją do pracy nad poprawą życia dziewcząt, które nie radzą sobie z tego typu problemami. Jako nastolatka zaangażowała się w pracę nad poprawą życia dziewcząt żyjących w zmarginalizowanych społecznościach. Początkowo uczęszczała do Alabama State University, następnie przeniosła się do Auburn University i ukończyła tę uczelnię. Podczas studiów organizowała konferencje prasowe i protesty w kwestii równouprawnienia, była również przeciwniczką rasizmu.
Jest aktywistką od 1989 roku. Po ukończeniu studiów pod koniec lat 90. przeprowadziła się do miejscowości Selma w stanie Alabama. Pracowała tam w National Voting Rights Museum and Institute jako konsultantka i koordynatorka projektów specjalnych. Pełniła również funkcję dyrektora wykonawczego w Black Belt Arts and Cultural Center, gdzie tworzyła i nadzorowała programy kulturalne skierowane do młodzieży znajdującej się w trudnej sytuacji.
W 2003 roku zaczęła pomagać młodym Afroamerykankom, współtworząc program Jendayi Aza. Przekształcił się on w 2006 roku w organizację non-profit Just Be Inc., wspierającą czarnoskóre dziewczęta w okresie dojrzewania. W szkołach organizacja realizuje program JEWELS, w którym biorą udział dziewczęta w wieku od 12 do 18 lat. 
Hasło „Me Too” (pol. ja też/ja również) po raz pierwszy zostało użyte przez Taranę Burke na portalu społecznościowym MySpace w 2006 roku w ramach masowej kampanii promocyjnej „wzmacniania poprzez empatię”, kierowanej do kobiet, które doświadczyły przemocy seksualnej (w tym napastowania i wykorzystywania seksualnego), zwłaszcza pochodzących z ubogich środowisk. Burke wymyśliła hasło tuż po rozmowie z 13-letnią ofiarą molestowania seksualnego. Wyznanie dziewczynki sprawiło, że Burke nie była w stanie odpowiednio zareagować i bardzo tego później żałowała. Założyła więc ruch Me Too i zaczęła używać tego wyrażenia w celu zwiększenia świadomości kobiet w kontekście problemu wykorzystywania seksualnego.
W 2008 roku przeprowadziła się do Filadelfii i pracowała w Art Sanctuary Philadelphia i innych organizacjach non-profit. Konsultowała scenariusz hollywoodzkiego filmu Selma z 2014 roku, ukazującego kulisy i przebieg trzech marszy aktywistów na rzecz wprowadzenia faktycznego równouprawnienia Afroamerykanów, które odbyły się w 1965 roku, a ich trasa wiodła z tytułowej Selmy do Montgomery w stanie Alabama.
Wyrażenie „Me Too” przekształciło się w szerszy ruch społeczny po użyciu hasztagu #MeToo w 2017 roku po zarzutach dotyczących wykorzystywania seksualnego kobiet przez Harveya Weinsteina. Burke postanowiła pomóc w kształtowaniu ruchu, aby uczynić go „jeszcze bardziej empatycznym”. W uznaniu podejmowanej przez nią działalności została Człowiekiem Roku 2017 tygodnika „Time”.
W 2018 roku wzięła udział w 75. ceremonii wręczenia Złotych Globów na zaproszenie amerykańskiej aktorki Michelle Williams. W tym samym roku otrzymała Ridenhour Truth-Telling Prize, która przyznawana jest osobom broniącym interesu publicznego i sprawiedliwości społecznej.
Zajmuje kierownicze stanowisko (Senior Director) w organizacji Girls for Gender Equity mieszczącej się na Brooklynie. Organizuje w niej warsztaty mające na celu poprawę polityki w szkołach, miejscach pracy i kultu religijnego oraz skupia się na pomaganiu ofiarom, które obwiniają się za to, że zostały skrzywdzone seksualnie. Udziela się również publicznie. Ma córkę.

## Nagrody i wyróżnienia
- 2017: Człowiek Roku tygodnika „Time”[20]
- 2018: Ridenhour Truth-Telling Prize[22][23]
- 2018: VOTY Catalyst Award[25]
- 2019: VH1 Trailblazer Award[26]